# Jordi Soler (escriptor)
Jordi Soler (Veracruz, 1963) és un escriptor mexicà d'origen català.
És autor de dos llibres de poesia i de deu novel·les, traduïdes a diverses llengües, entre les quals destaquen Los rojos de ultramar (2004), La última hora del último día (2007), La fiesta del oso (2012), que va ser distingida a França amb el Prix Littéraire des Jeunes Européens, Diles que son cadáveres (2011), Restos humanos (2013) i Ese príncipe que fui (2015). Va ser diplomàtic a Dublín i viu a Barcelona, la ciutat que va abandonar la seva família al final de la Guerra Civil. És membre, juntament amb Enric Vila-Matas, Antonio Soler i Eduardo Lago de l'Orde del Finnegans.